# 一般化置換行列
数学の分野において、一般化置換行列（いっぱんかちかんぎょうれつ、英: generalized permutation matrix）あるいは単項行列（たんこうぎょうれつ、英: monomial matrix）とは、置換行列と同様の非ゼロ成分の配置パターン、すなわち、各列と各行に必ず唯一つの非ゼロ成分が存在するようなパターンを持つ行列であるが、それらの成分が必ず 1 である置換行列とは異なり、一般化置換行列ではそれらの成分は非ゼロであればどのような値でもよい。次の行列は、一般化置換行列の一例である：
{\displaystyle {\begin{bmatrix}0&0&3&0\\0&-2&0&0\\1&0&0&0\\0&0&0&1\end{bmatrix}}.}

## 構造
可逆行列 A が一般化置換行列であるための必要十分条件は、それが可逆な対角行列 D と（陰的に可逆な）置換行列 P の積で記述できることである。すなわち、
{\displaystyle A=DP}
と記述できることである。

### 群構造
ある体 F に成分を持つ n×n の一般化置換行列の集合は、非特異対角行列 Δ(n, F) の群が正規部分群を構成するような一般線型群 GL(n,F) の部分群を構成する。実際、一般化置換行列は対角行列の正規化群であり、このことは一般化置換行列が、対角行列が正規であるような GL の「最大の」部分群であることを意味する。
一般化置換行列の抽象群は、F× と Sn の環積である。具体的にこのことは、Δ(n, F) と対称群 Sn の半直積としてそれが与えられることを意味する：
Δ(n, F) ⋉ Sn,
ここで Sn は座標を置換する作用で、対角行列 Δ(n, F) は n-fold product (F×)n と同型である。
より正確に言うと、一般化置換行列は、この抽象環積の（忠実な）線型表現、すなわち、抽象群を行列の部分群として実現するものである。

### 部分群
- すべての成分が 1 であるような部分群はまさしく置換行列であり、それは対称群と同型である。
- すべての成分が ±1 であるような部分群は符号付置換行列であり、それは超八面体群（英語版）である。
- 成分が m 次の冪根 {\displaystyle \mu _{m}} であるような部分群は、一般化対称群（英語版）と同型である。
- 対角行列の部分群はアーベル群であり、正規であり、極大アーベル部分群である。その商群は対称群であり、この構成は実際、一般線型群のワイル群を導く。すなわち、対角行列は一般線型群の極大トーラス（そして、それら自身の中心化群）であり、一般化置換行列はこのトーラスの正規化群であり、商 {\displaystyle N(T)/Z(T)=N(T)/T\cong S_{n}} はワイル群である。

## 性質
- 非特異行列が非負（すなわち、すべての成分が非負である行列）で、その逆行列も非負であるなら、その行列は一般化置換行列である。

## 一般化
成分を体ではなく、環の中に取ることを許すことで、さらなる一般化が可能となる。そのような場合、もし非負成分が環の単元であるなら、ふたたび群が得られる。一方、もしその非負成分はただ非負であることのみが要求され、必ずしも単元でなくても良いなら、その行列の集合は代わりに半群を形成する。
行列乗算は群の成分の単一のペアの乗算のみで、群の成分を「加える」ことが無いと考え、非負成分がある群 G に属する場合も同様に考える人がいるかも知れない。掛けられる行列の元は乗算と加算を許すものであるため、これは用語の濫用であるが、（形式的に正しい）抽象群 {\displaystyle G\wr S_{n}}（群 G と対称群の環積）に対する示唆に富む概念である。

## 符号付置換群
符号付置換行列は各成分が ±1 であるような一般化置換行列で、逆行列も整数であるような整数一般化置換行列である。

### 符号付置換群の性質
- コクセター群 {\displaystyle B_{n}} であり、次数は {\displaystyle 2^{n}n!} である。
- 超立方体の対称群であり、正軸体に属する。
- 行列式が 1 であるような行列のインデックス 2 の部分群は、コクセター群 {\displaystyle D_{n}} であり、それは半超立方体の対称群である。
- 直交群の部分群である。

## 応用

### 単項表現
単項行列は、単項表現の文脈における表現論に現れる。ある群 G の単項表現はその線型表現 ρ : G → GL(n, F)（ここで F はその表現の定義体である）で、像 ρ(G) は単項行列の群の部分群である。